# Згорња Вижинга
Згорња Вижинга (словен. Zgornja Vižinga) је насељено место у општини Радље об Драви, Корушка регија, Словенија.

## Историја
До територијалне реорганизације у Словенији била је у саставу старе општине Радље об Драви.

## Становништво
У попису становништва из 2011. године, Згорња Вижинга је имала 249 становника.
| Број становника према пописима | Број становника према пописима | Број становника према пописима |
| ------------------------------ | ------------------------------ | ------------------------------ |
| 1991                           | 2002                           | 2011                           |
| 246                            | 254                            | 249                            |